# ادواردو رودریگز (بازیکن فوتبال اسپانیایی)
ادواردو رودریگز (انگلیسی: Eduardo Rodríguez؛ زادهٔ ۸ ژوئن ۱۹۶۶) بازیکن فوتبال اهل اسپانیا است.
از باشگاه‌هایی که در آن بازی کرده‌است می‌توان به باشگاه فوتبال رکریتیوو اوئلوا، باشگاه فوتبال رئال بتیس، باشگاه فوتبال رایو وایکانو، و باشگاه فوتبال هرکولس اشاره کرد.